# Margarita Elia de la Cerda Lemus
Margarita Elia de la Cerda Lemus (Ciudad de México, 10 de junio de 1944 - Aguascalientes, 2 de febrero de 2016) es una taxónoma, bióloga, conservadora, profesora, agrostóloga, y botánica mexicana.

## Carrera
Margarita de la Cerda nació en el Distrito Federal y asistió a la Universidad Nacional Autónoma de México entre 1963 y 1967. Con una tesis sobre las plantas monocotiledóneas cultivadas en el estado de México (que se centra en plantas ornamentales utilizados en parques, jardines y otros espacios públicos) se graduó como botánica en 1970. para su tesis de maestría de la Cerda volvió su atención a la flora de Aguascalientes y estudió sus especies de malas hierbas entre 1971 y 1974. Desde 1980 ha trabajado en el EE. UU. Centro de Ciencias Básicas como investigadora, profesora y como curadora de su Herbario HUAA.
Obtuvo la licenciatura en ciencias biológicas por la Universidad Autónoma de Aguascalientes.
Desarrolla actividades académicas en el Laboratorio de Botánica Fanerogámica, Departamento de Botánica, Escuela Nacional de Ciencias Biológicas, Universidad Autónoma de Aguascalientes, México.
Sus investigaciones se centraron en la flora de Aguascalientes, en particular las familias Cactaceae y Poaceae, y la ha llevado a cabo proyectos florísticos de 11 familias de plantas en este estado, la producción de numerosos artículos y libros. Como parte de esta investigación ha recolectado especímenes de plantas en todo Aguascalientes y también ha trabajado en un proyecto para identificar las plantas potencialmente beneficiosos de tres áreas protegidas en Guanajuato. De la Cerda enseña a estudiantes en la universidad, supervisa tesis y está implicado en la administración dentro del Departamento de Biología; la revisión de los planes de estudio para el curso de la biología y la coordinación de su Academia de Botánica (desde 2006 y continua).
Es autora en la identificación y nombramiento de nuevas especies para la ciencia, a abril de 2016, posee dos registros de especies nuevas para la ciencia, especialmente de la familia Poaceae, y con énfasis del género Muhlenbergia (véase más abajo el vínculo a IPNI).

## Algunas publicaciones
- margarita elia De la Cerda-Lemus. 2011. La familia Burseraceae en el Estado de Aguascalientes, México. Acta Botánica Mexicana 94: 1 - 25.[10]
- onésimo Moreno-Rico, rodolfo Velásquez-Valle, guillermo Sánchez-Martínez, maría elena Siqueiros-Delgado, margarita de La Cerda-Lemus , Raúl Díaz-Moreno. 2010. Diagnóstico fitopatológico de las principales enfermedades en diversas especies de encinos y su distribución en la Sierra Fría de Aguascalientes, México. Polibotánica [online] 29: 165 - 189. ISSN 1405-2768.
- bartolo Romo Díaz, rodolfo Velásquez Valle, maría elena Siqueiros Delgado, guillermo Sánchez Martínez, margarita de la Cerda Lemus, onésimo Moreno Rico, eugenio Pérez Molphe Balch. 2007. Organismos con efecto potencial en el declinamiento de encinos de la Sierra Fría, Aguascalientes, México. Investigación y Ciencia 15 (39): 11-19
- ⸻, yolanda Herrera Arrieta. 1995. New poaceae distribution records for Aguascalientes, MEXICO. Madroño 42 (3): 396 - 405 resumen.

### Libros
- margarita elia De la Cerda-Lemus. 2010. Familia euphorbiaceae: en el estado de Aguascalientes. Edición ilustrada, reimpresa de UAA, 272 p. ISBN 9786077745754
- yolanda Herrera Arrieta, paul m. Peterson, margarita elia De la Cerda-Lemus. 2004. Revisión de Bouteloua Lag. (Poaceae). Publicó Instituto Politécnico Nacional, Centro Interdisciplinario de Investigación para el Desarrollo Integral Regional, Unidad Durango, 187 p. ISBN 9685269025, ISBN 9789685269025
- maría de los dolores Barba Avila, Mónica croce Hernández Duque, margarita elia De la Cerda-Lemus. 2003. Plantas útiles de la región semiárida de Aguascalientes. Edición ilustrada, reimpresa de UAA, 235 p. ISBN 9685073619, ISBN 9789685073615
- r.g. García, c. O. Rasles, margarita elia De la Cerda-Lemus, m.e. Siqueiros. 1999. Listado florístico del estado de Aguascalientes. Scientiae Naturae, 51 p.
- margarita elia De la Cerda-Lemus. 1999. Cactáceas de Aguascalientes. 2ª edición ilustarda de Universidad Autónoma de Aguascalientes. Aguascalientes, México. 98 p. ISBN 9686259066, ISBN 9789686259063
- ⸻. 1998. Encinos de Aguascalientes. 2ª edición, ilustrada de Universidad Autónoma de Aguascalientes, 88 p.
- ⸻. 1996. Las gramíneas de Aguascalientes. Edición ilustrada de Universidad Autónoma de Aguascalientes, 212 p. ISBN 968625935X ISBN 978-9686259353

## Honores

### Reconocimientos[6]
Premios estatales de Mérito en
- Ecología (2000) categoría Sector Académico. Junio 2000. Gobierno estatal del estado de Aguascalientes-Secretaría del Ambiente Recursos Naturales y Pesca y Comité de Educación Ambiental del estado de Aguascalientes.
- Mérito Ambiental (2007)[11]
- Medalla "Dr. Jesús Díaz 'de 25 años de servicio a la U.A.A. (2005).

### Membresías
- Sociedad Botánica de México.
- Comité editorial de la revista Scientia Naturae.
- International Association for Plant Taxonomy (IAPT).
- American Society of Plant Taxonomists (ASPT).

- La abreviatura «De la Cerda» se emplea para indicar a Margarita Elia de la Cerda Lemus como autoridad en la descripción y clasificación científica de los vegetales.[12]